# Thomas Ebersberger
Thomas Ebersberger (* 27. Mai 1957 in Bayreuth) ist ein deutscher Jurist und Politiker. Er ist seit dem 1. Mai 2020 Oberbürgermeister von Bayreuth. Zuvor war er seit 2002 Zweiter Bürgermeister.

## Leben
Ebersberger besuchte in Bayreuth die Grundschule (Graserschule) und das Graf-Münster-Gymnasium und absolvierte sein Studium der Rechtswissenschaften an der Universität Bayreuth. Ebersberger ist als selbstständiger Rechtsanwalt für Familienrecht und als Wirtschaftsjurist tätig und Teilhaber einer Anwaltskanzlei. Seit 1994 ist er zudem Vertreter der Bayreuther Rechtsanwälte im Vorstand der Rechtsanwaltskammer.
Ebersberger ist zum dritten Mal verheiratet. Er hat drei erwachsene leibliche Söhne und drei Stieftöchter.

## Politischer Werdegang
Bereits 1973 trat Thomas Ebersberger in die Schüler Union ein und wurde 1977 Mitglied der Jungen Union. Während seines Studiums trat er auch dem Ring Christlich-Demokratischer Studenten (RCDS) bei. Seit 1982 ist er Mitglied der Christlich-Sozialen Union (CSU). Bereits zwei Jahre später, 1984, wurde er als damalig jüngster Stadtrat Bayreuths in den Stadtrat gewählt. Er bekleidete dieses Amt bis 1990 und wieder von 1996 bis April 2020. Von 1996 bis 2002 war er Vorsitzender der CSU-Fraktion im Bayreuther Stadtrat. Bei der Oberbürgermeisterwahl des Jahres 2000 trat er als Kandidat der CSU an und unterlag mit 28,27 % der Stimmen dem Amtsinhaber Dieter Mronz (SPD). Im gleichen Jahr wurde er zum 2. Bürgermeister der Stadt gewählt. 
Als Stadtrat war Thomas Ebersberger Mitglied im Haupt- und Finanz-, Umwelt- und Verkehrsausschuss. Er war Teil der Kommission „Neue Steuerungsmodelle/Verwaltungsorganisation“ sowie der Kommission Stadtentwicklung Bayreuth 2020. Zudem war er Aufsichtsrat der Stadtwerke Bayreuth Holding GmbH, der Hohlmühle Bayreuth GmbH sowie der GEWOG. Bei der Kommunalwahl am 15. März 2020 trat er als Kandidat der CSU für das Amt des Oberbürgermeisters an und setzte sich in der Stichwahl mit 53,60 % gegen die bisherige Amtsinhaberin Brigitte Merk-Erbe durch.